# Kanton Replonges
Replonges is een kanton van het Franse departement Ain. Het kanton maakt deel uit van het arrondissement Bourg-en-Bresse.

Het telt 31.020 inwoners in 2018.

Het kanton werd gevormd ingevolge het decreet van 13 februari 2014 met uitwerking op 22 maart 2015.

## Gemeenten
Het kanton omvatte bij zijn oprichting 32 gemeenten. 
Op 1 januari 2018 werden de gemeenten Bâgé-la-Ville en Dommartin samengevoegd tot de fusiegemeente (commune nouvelle) Bâgé-Dommartin.

Sindsdien omvat het kanton volgende gemeenten:
- Arbigny
- Asnières-sur-Saône
- Bâgé-Dommartin
- Bâgé-le-Châtel
- Boissey
- Boz
- Chavannes-sur-Reyssouze
- Chevroux
- Courtes
- Curciat-Dongalon
- Feillens
- Gorrevod
- Lescheroux
- Mantenay-Montlin
- Manziat
- Ozan
- Pont-de-Vaux
- Replonges
- Reyssouze
- Saint-André-de-Bâgé
- Saint-Bénigne
- Saint-Étienne-sur-Reyssouze
- Saint-Jean-sur-Reyssouze
- Saint-Julien-sur-Reyssouze
- Saint-Nizier-le-Bouchoux
- Saint-Trivier-de-Courtes
- Sermoyer
- Servignat
- Vernoux
- Vescours
- Vésines